# Luigi Marino (politico 1947)
Luigi Marino (Castel Maggiore, 11 maggio 1947) è un sindacalista e politico italiano.
Già presidente della Confederazione Cooperative Italiane, è stato senatore della XVII Legislatura.

## Biografia
Nel 1975 viene nominato Vicedirettore della Confederazione delle Cooperative dell'Emilia-Romagna e diventa dal 1983 Presidente Provinciale di Bologna e dal 1991 Presidente nazionale di Confcooperative.
Nel 2011 viene eletto Presidente dell'Alleanza delle Cooperative (cui aderisce Confcooperative, Legacoop e Agci).

### Elezione a senatore
Alle elezioni politiche del 2013 viene eletto al Senato della Repubblica, come capolista di Con Monti per l'Italia nella circoscrizione Emilia-Romagna.
È stato componente della 10ª Commissione permanente (Industria, commercio e turismo), della 6ª Commissione permanente (Finanze e Tesoro), della Commissione per la vigilanza sulla Cassa Depositi e Prestiti e della Commissione per l'attuazione del federalismo fiscale.
Il 27 novembre 2013 abbandona Scelta Civica per l'Italia per aderire come indipendente al gruppo parlamentare centrista Per l'Italia.
Il 16 dicembre 2014, infine, passa al gruppo centrista di maggioranza Area Popolare.
L'11 febbraio 2017 aderisce al movimento Centristi per l'Europa, partecipando alla fondazione al Teatro Quirino di Roma, divenendo Coordinatore regionale per l'Emilia-Romagna; abbandona tale carica nel 2018 quando, non ricandidatosi in Parlamento, abbandona la politica attiva.